# GAES
GAES és una empresa d'audiòfons d'origen català integrada al grup Amplifon.

## Història
El 1949, Joan Gassó Bosch i Josep Maria Espoy van fundar GAES (nom que combina les primeres síl·labes dels dos cognoms) després d'un viatge del primer a Londres en què un amic li va encarregar un audiòfon de la marca Belclere que no es podia trobar a Espanya. Durant els primers anys, l'empresa es va dedicar a la distribució d'auxiliars auditius, però el 1958 també va passar a fabricar-los sota la marca Microson. Als anys 1990, va iniciar un procés d'internacionalització amb l'obertura de centres a Portugal, primer, i posteriorment a Amèrica Llatina (Argentina, Xile, Colòmbia, Equador, Mèxic) i a l'àrea mediterrània (Itàlia, Turquia). A principis del segle xxi, l'empresa va iniciar una decidida activitat de promoció i de patrocini cultural i esportiu.
El 2010 es va inaugurar la nova seu al districte 22@ de Barcelona, en un edifici sostenible projectat per Mizien arquitectura en col·laboració de Mur & Garganté. El 2018, GAES va ser adquirida pel grup de matriu italiana Amplifon i, seguidament, Antoni Gassó, fill del fundador, va abandonar la direcció de l'empresa, essent substituït per Lorenzo Fiorani. El 2019 es va iniciar un procés de reestructuració i reducció de plantilla.